# Roc de Fenestre
Le roc de Fenestre est un sommet de la Margeride, région montagneuse du Massif central. Il culmine à 1 489 m d'altitude, dans le département de la Lozère, sur la commune de La Panouse.
Une table d'orientation en lave émaillée a été érigée en 1995 ; elle a été réalisée par Marie-Noëlle Lapouge.

## Ascension
Aucune route goudronnée ne permet l'accès au sommet du Roc de Fenestre. Toutefois, l'ascension vers le sommet s'effectue depuis :
- le col de la Croix de Bor (1 450 m) ;
- le col des Trois Sœurs ;
- le hameau d'Espinouse ;
- le village de la Panouse ;
- le hameau de Martinac ;
- le pont des Sept Trous.

Le sommet du Roc de Fenestre offre une vue panoramique sur toute la Margeride et tous ses sommets : le signal de Randon, le truc de Fortunio, mais aussi le mont Lozère, le Velay, le mont Mézenc, l'Aubrac et par temps clair les Alpes et, dit-on, le mont Blanc. Le roc de Fenestre offre un panorama sur sept départements.

## Hydrographie
De nombreux rivières ou ruisseaux prennent leur source sur les flancs du roc de Fenestre :
- l'Ance ;
- plusieurs affluents du Grandrieu ; un captage de sources alimente en eau potable la commune de Grandrieu.